# سيانوتوكسين

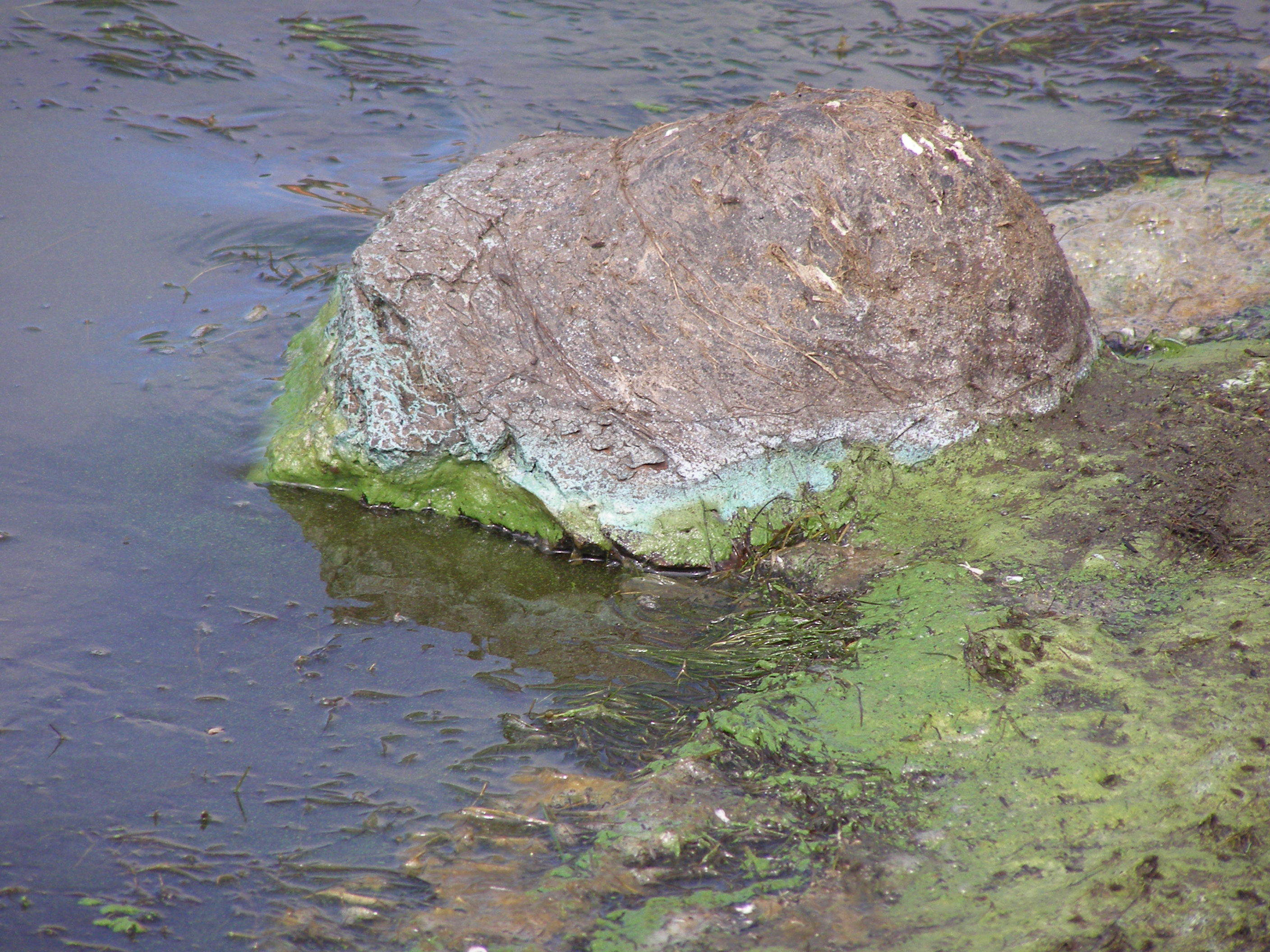
رغوة خضراء تنتجها وتحتوي على البكتيريا الزرقاء، جرفتها المياه إلى صخرة في كاليفورنيا أثناء ازدهار الطحالب

السيانوتوكسين هي سموم تنتجها البكتيريا الزرقاء (المعروفة أيضًا باسم الطحالب الزرقاء الخضراء). توجد البكتيريا الزرقاء الخضراء في كل مكان تقريبًا، ولكن بشكل خاص في البحيرات والمحيطات حيث تتكاثر بشكل كبير لتشكل تجمعات تحت ظروف تركيز الفوسفور العالي. يمكن للبكتيريا الزرقاء المزهرة أن تنتج السيانوتوكسين بتركيزات تجعلها قادرة على تسميم وحتى قتل الحيوانات والبشر. يمكن أن تتراكم السيانوتوكسين أيضًا في حيوانات أخرى مثل الأسماك والمحار، وتسبب التسمم مثل تسمم المحار.
بعض أقوى السموم الطبيعية المعروفة هي السيانوتوكسين. وهي تشمل سموم عصبية قوية، وسموم كبدية، وسموم خلوية، وسموم داخلية. يشير مصطلح "السيانو" في مصطلح البكتيريا الزرقاء إلى لونها، وليس إلى علاقتها بالسيانيد، على الرغم من أن البكتيريا الزرقاء يمكن أن تستقلب سيانيد الهيدروجين أثناء تثبيت النيتروجين.
يمكن أن يؤدي التعرض للبكتيريا الزرقاء إلى أعراض الجهاز الهضمي وحمى القش أو الطفح الجلدي الحاك. قد يكون التعرض لسموم الأعصاب في البكتيريا الزرقاء، سببًا بيئيًا للأمراض العصبية التنكسية مثل التصلب الجانبي الضموري (ALS) ومرض باركنسون ومرض الزهايمر. هناك أيضًا اهتمام بالقدرة العسكرية للسموم العصبية البيولوجية مثل السيانوتوكسين، والتي "اكتسبت أهمية متزايدة كمهددات محتملة للأسلحة".
ظهر أول تقرير منشور يفيد بأن الطحالب الزرقاء الخضراء أو البكتيريا الزرقاء يمكن أن يكون لها آثار قاتلة في مجلة نيتشر عام 1878. وصف جورج فرانس ازدهار الطحالب الذي لاحظه في مصب نهر موراي في أستراليا بأنه "رغوة سميكة تشبه دهان الزيت الأخضر، بسمك بوصتين إلى ست بوصات". ماتت الحياة البرية التي شربت الماء بسرعة وبشكل مروع. وقعت معظم الحوادث المبلغ عنها للتسمم بالسموم الدقيقة في البيئات المائية العذبة، وأصبحت أكثر شيوعًا وانتشارًا. على سبيل المثال، مات الآلاف من البط والإوز بشرب مياه ملوثة في الولايات المتحدة الوسطى الغربية. في عام 2010، لأول مرة، اُبلغ عن موت الثدييات البحرية بسبب ابتلاع السيانوتوكسين.

## الخلفية

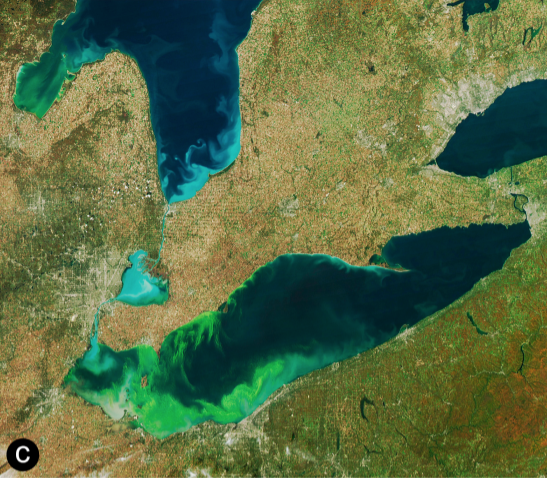
صورة الأقمار الصناعية لازدهار البكتيريا الزرقاء في البحيرات العظمى

البكتيريا الزرقاء هي واحدة من أكثر المجموعات وفرةً بيئيًا من بدائيات النوى الضوئية في كل من الموائل البحرية والمائية العذبة. كل من الجوانب المفيدة والضارة للبكتيريا الزرقاء ذات أهمية كبيرة. فهي منتجات أولية مهمة ومصدر هائل للعديد من المنتجات الثانوية، بما في ذلك مجموعة من المركبات السامة المعروفة باسم السيانوتوکسينات. أدى النمو الوفير للبكتيريا الزرقاء في النظم الإيكولوجية للمياه العذبة والمصبات والساحلية بسبب زيادة فرط المغذيات وتغير المناخ العالمي إلى قلق شديد تجاه تشكيل الإزهار الضار وتلوث المياه السطحية.
تعتبر البكتيريا الزرقاء من أكثر مجموعات بدائيات النوى الضوئية بدائيةً وربما ظهرت على الأرض منذ حوالي 3.5 مليار سنة. وهي منتشرة في الطبيعة وتزدهر في مجموعة متنوعة من النيشات البيئية تتراوح من الصحراء إلى الينابيع الساخنة والمياه الباردة المتجمدة. البكتيريا الزرقاء هي مصدر هائل للعديد من المنتجات الطبيعية الثانوية ذات التطبيقات في قطاعات الأغذية والأدوية ومستحضرات التجميل والزراعة والطاقة. علاوة على ذلك، تنمو بعض أنواع البكتيريا الزرقاء بقوة وتشكل نباتات دقيقة سائدة من حيث الكتلة الحيوية والإنتاجية في أنظمة بيئية معينة. وقد اُبلغ عن تشكيلات الإزهار بسبب النمو المفرط لبعض البكتيريا الزرقاء تليها إنتاج المركبات السامة في العديد من البحيرات والبرك والأنهار ذات التغذية العالية إلى فائقة التغذية في جميع أنحاء العالم.
اُبلغ عن مجموعة من المركبات الثانوية السامة، تسمى السيانوتوكسينات، من البكتيريا الزرقاء التي تعيش في النظم الإيكولوجية للمياه العذبة والبحرية. هذه المركبات السامة ضارة للغاية لبقاء العديد من الكائنات المائية، والحيوانات البرية أو المنزلية، والبشر. تتعرض الكائنات المائية، بما في ذلك النباتات والحيوانات، وكذلك العوالق النباتية والحيوانية التي تعيش تحت النظم الإيكولوجية الغنية بالازهار السامة، بشكل مباشر للآثار الضارة لمختلف السيانوتوكسينات. يحدث التسمم في الحيوانات البرية أو المنزلية والبشر إما عن طريق الابتلاع المباشر لخلايا البكتيريا الزرقاء المنتجة للسموم أو عن طريق استهلاك مياه الشرب الملوثة بالسيانوتوكسينات. سمية السيانوتوكسينات المختلفة تتناسب طرديا مع نمو البكتيريا الزرقاء ومدى إنتاجها للسموم. وقد تبين أن نمو البكتيريا الزرقاء المختلفة وتخليق السموم لديها يتأثر بشكل كبير بعوامل لا حيوية مختلفة مثل شدة الضوء ودرجة الحرارة والإشعاعات قصيرة الموجة ودرجة الحموضة والمغذيات. يمكن أن يؤدي الاحترار العالمي وتدرجات درجة الحرارة إلى تغيير كبير في تركيبة الأنواع ومفضلاً ازدهار العوالق النباتية السامة.
يُفترض أن السيانوتوكسينات تلعب دورًا مهمًا في آليات الدفاع الكيميائي مما يمنح البكتيريا الزرقاء مزايا البقاء على قيد الحياة على الميكروبات الأخرى أو تثبيط الافتراس من قبل المستويات الغذائية العليا. قد تشارك السيانوتوكسينات أيضًا في الإشارات الكيميائية. تنتج السيانوتوكسينات البكتيريا الزرقاء، وهي شعبة من البكتيريا التي تحصل على طاقتها من خلال التمثيل الضوئي. يأتي كلمة cyan (سيان) من اليونانية κύανος والتي تعني "مادة زرقاء داكنة"، وعادة ما تشير إلى أي من الألوان العديدة في النطاق الأزرق/الأخضر من الطيف. يشار إلى البكتيريا الزرقاء عادة باسم الطحالب الخضراء الزرقاء. تقليديا، كان يعتقد أنها شكل من أشكال الطحالب، وقد قُدمت على هذا النحو في الكتب المدرسية القديمة. ومع ذلك، تميل المصادر الحديثة إلى اعتبار ذلك قديمًا؛ الآن تعتبر أكثر ارتباطًا بالبكتيريا، ويقتصر مصطلح الطحالب الحقيقية على الكائنات حقيقية النواة. مثل الطحالب الحقيقية، فإن البكتيريا الزرقاء ضوئية التغذية وتحتوي على أصباغ ضوئية، وهذا هو السبب في أنها عادة ما تكون خضراء أو زرقاء.
توجد البكتيريا الزرقاء في كل مكان تقريبًا؛ في المحيطات والبحيرات والأنهار وكذلك على الأرض. تزدهر في بحيرات القطب الشمالي والقطب الجنوبي، والينابيع الساخنة، ومحطات معالجة مياه الصرف الصحي. إنها حتى تسكن فراء الدببة القطبية، مما يمنحهم صبغة خضراء. تنتج البكتيريا الزرقاء سمومًا قوية، لكنها تنتج أيضًا مركبات بيولوجية نشطة مفيدة، بما في ذلك المواد ذات النشاط المضاد للأورام، ومضادة للفيروسات، ومضادة للسرطان، ومضادة للبكتيريا، ومضادة للفطريات، ومواد واقية من الأشعة فوق البنفسجية، ومثبطات إنزيمية محددة.

## التكاثر الضار للطحالب

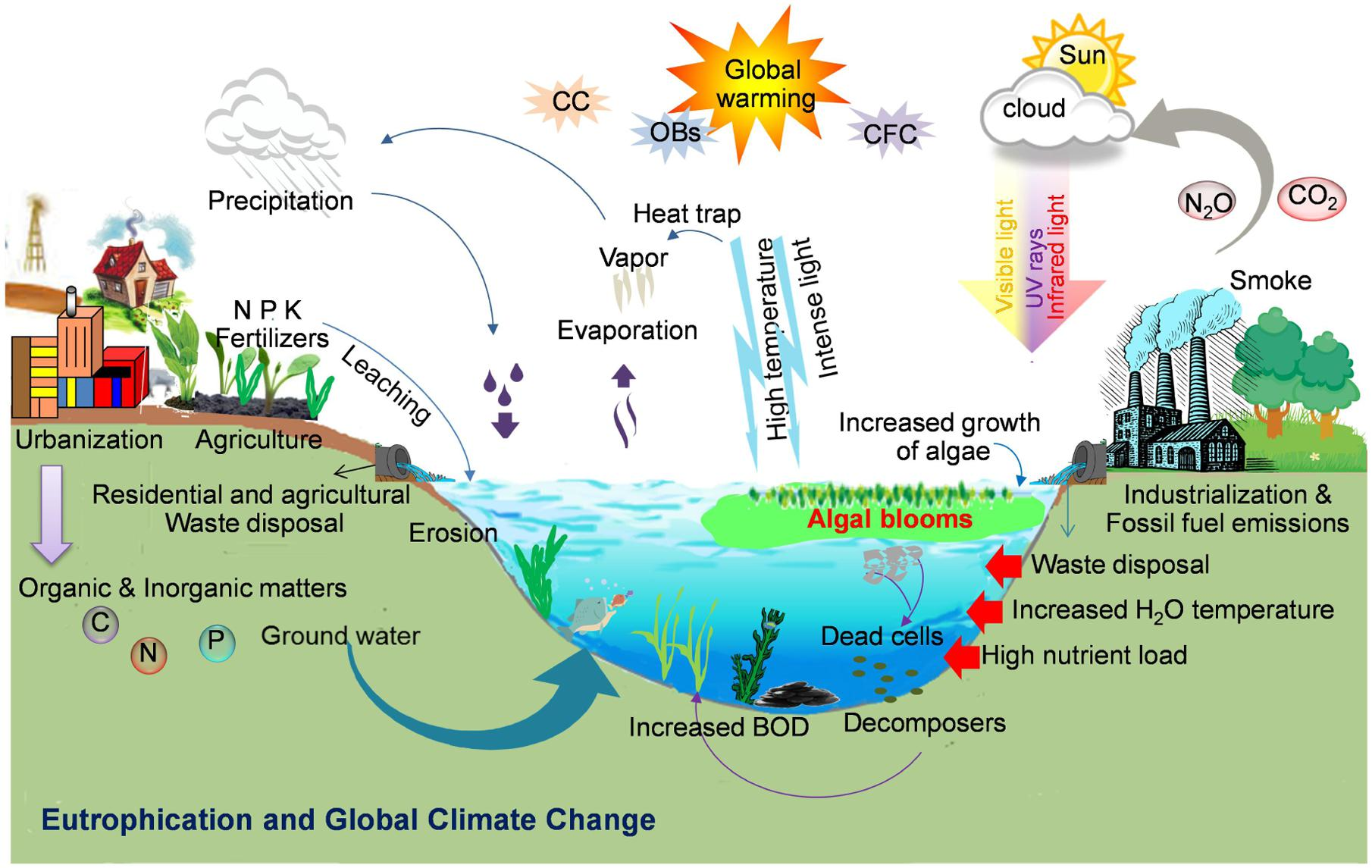
تشكيل ازهار الطحالب الزرقاء الخضراءتشمل العوامل الرئيسية على فرط المغذيات، وتغير المناخ العالمي مثل زيادة درجة الحرارة والضوء أو الاحتباس الحراري بسبب زيادة المواد المستنفدة للأوزون (مثل ثاني أكسيد الكربون وأكسيد النيتروز، إلخ)، وغيرها من العوامل الحيوية وغير الحيوية المسؤولة عن حدوث انتشار ازهار عالمي.

غالبًا ما تُرتبط السيانوتوكسينات بما يُطلق عليه عادةً المد الأحمر أو التكاثر الضار للطحالب. تحتوي البحيرات والمحيطات على العديد من الكائنات وحيدة الخلية التي تسمى العوالق النباتية. تحت ظروف معينة، خاصة عندما تكون تركيزات المغذيات عالية، تتكاثر هذه الكائنات بشكل كبير. ويُطلق على السرب الكثيف الناتج من العوالق النباتية اسم ازدهار الطحالب؛ ويمكن أن يغطي مئات الكيلومترات المربعة ويمكن رؤيته بسهولة في صور الأقمار الصناعية. نادراً ما تعيش العوالق النباتية الفردية أكثر من بضعة أيام، لكن يمكن أن تستمر أزهار الطحالب لأسابيع.
بينما بعض هذه الأزهار غير ضارة، فإن البعض الآخر يندرج تحت فئة الأنتشار الضار للطحالب، أو HABs. يمكن أن يحتوي انتشار الطحالب الضار على سموم أو مسببات الأمراض التي تؤدي إلى نفوق الأسماك ويمكن أن تكون قاتلة أيضًا للبشر. في البيئات البحرية، تنتج الطحالب الضارة في الغالب عن السوطيات الدوارة، على الرغم من أن أنواعًا أخرى من الطحالب يمكن أن تسبب أيضًا انتشار الطحالب الضار (الدياتوم، والسوطيات، ولمسيات النبت، والرافييدوفيتات). غالبًا ما تكون أنواع السوطيات الدوارة البحرية سامة، لكن الأنواع العذبة غير معروفة بأنها سامة. ولا يُعرف أيضًا أن الدياتوم سامة، على الأقل بالنسبة للبشر.
في النظم الإيكولوجية للمياه العذبة، تنتج أزهار الطحالب في الغالب عن مستويات عالية من المغذيات (فرط المغذيات). يمكن أن تبدو الأزهار مثل الرغوة أو الزبد أو الحصير أو مثل الطلاء العائم على سطح الماء، لكنها ليست دائمًا مرئية. ولا تكون الأزهار دائمًا خضراء؛ يمكن أن تكون زرقاء، وبعض أنواع السيانوتوكسينات لها لون بني محمر. يمكن أن تنبعث رائحة كريهة من الماء عندما تموت السيانوتوكسينات في الإزهار.
تقلل أزهار السيانوتوكسينات القوية الرؤية إلى سنتيمتر واحد أو اثنين. تعيش الأنواع غير المعتمدة على الرؤية (مثل السيانوتوكسينات نفسها)، ولكن الأنواع التي تحتاج إلى الرؤية للعثور على الطعام والشركاء معرضة للخطر. خلال النهار، تشبع السيانوتوكسينات المزهرة الماء بالأكسجين. في الليل، يمكن للكائنات المائية التي تتنفس أن تستنفد الأكسجين إلى درجة تموت فيها الأنواع الحساسة، مثل بعض الأسماك. من المرجح أن يحدث هذا بالقرب من قاع البحر أو طبقة منحدر حراري. كما تختلف حموضة الماء يوميًا أثناء الإزهار، حيث يصل الرقم الهيدروجيني إلى 9 أو أكثر خلال النهار وينخفض إلى قيم منخفضة في الليل، مما يزيد من الضغط على النظام البيئي. بالإضافة إلى ذلك، تنتج العديد من أنواع السيانوبكتيريا سموم قوية للسيانوتوكسينات تتركز أثناء الإزهار إلى درجة تجعلها قاتلة للكائنات المائية القريبة وأي حيوانات أخرى على اتصال مباشر بالإزهار، بما في ذلك الطيور والماشية والحيوانات الأليفة وأحيانًا البشر.
في عام 1991، أثر ازدهار ضار للسيانوتوكسينات على 1000 كيلومتر من نهر دارلينج-بارون في أستراليا بتكلفة اقتصادية قدرها 10 ملايين دولار أسترالي.

## البنية الكيميائية
عادةً ما تستهدف السيانوتوكسينات الجهاز العصبي (السموم العصبية) أو الكبد (السموم الكبدية) أو الجلد (السموم الجلدية). ينقسم الهيكل الكيميائي للسيانوتوكسينات إلى ثلاث مجموعات رئيسية: الببتيدات الدورية، والقلويدات، والليبيدات السكرية (السموم الداخلية).
| البنية               | السيانوتوكسين           | الأعضاء المستهدفة الأساسية في الثدييات                | أجناس البكتيريا الزرقاء                                                              |
| -------------------- | ----------------------- | ----------------------------------------------------- | ------------------------------------------------------------------------------------ |
| الببتيدات الحلقية    | الميكروكيستين           | الكبد                                                 | الميكروكيستيس، أنابينا البلانكتوتريكس (أوسيلاتوريا)، نستوك هابالوسيفون، أناباينوبسيس |
| الببتيدات الحلقية    | النودولاريين            | الكبد                                                 | نودولاريا                                                                            |
| الشبه قلوية          | الأناثوكسين-أ           | المشبك العصبي                                         | أنابينا البلانكتوتريكس (أوسيلاتوريا)، أفانيزومينون                                   |
| الشبه قلوية          | غوانيتوكسين             | المشبك العصبي                                         | أنابينا                                                                              |
| الشبه قلوية          | السيلندروسبرمونوسين     | الكبد                                                 | السيلندروسبرموبيسس، أفانيزومينون، أوميزاكيا                                          |
| الشبه قلوية          | لينغبياتوكسين-أ         | الجلد والجهاز الهضمي                                  | لينغبيا                                                                              |
| الشبه قلوية          | الساكسيتوكسين           | المشبك العصبي                                         | أنابينا، أفانيزومينون، لينغبيا، السيلندروسبرموبيسس                                   |
| الشبه قلوية          | إيتوكثونوتوكسين         | المادة البيضاء في الدماغ؛ لم يُؤكد السمية للثدييات بعد | أيتوكثونوس                                                                           |
| عديد السكاريد الشحمي |                         | مهيج محتمل؛ يؤثر على أي أنسجة مكشوفة                  | الكل                                                                                 |
| البوليكيتيد          | الأبليسيتوكسينات        | الجلد                                                 | لينغبيا، شيزوتريك، البلانكتوتريكس                                                    |
| الحمض الأميني        | بيتا ميثيل أمينو-ألانين | الجهاز العصبي                                         | الكل                                                                                 |

معظم السيانوتكسينات لها عدد من المتغيرات (المماثلات). حتى عام 1999، كان معروفًا أكثر من 84 سيانوتكسينًا، ودُرس عدد قليل منها فقط بشكل جيد.

## الببتيدات الحلقية
الببتيد هو بوليمر قصير من الأحماض الأمينية مرتبطة بروابط ببتيدية. لها نفس التركيب الكيميائي للبروتينات، إلا أنها أقصر. في الببتيد الحلقي، تنضم النهايات لتشكيل سلسلة دائرية مستقرة. في الثدييات، يجعلها هذا الاستقرار مقاومة لعملية الهضم ويمكن أن تتراكم بيولوجيًا في الكبد. من بين جميع السيانوتوكسينات، تعتبر الببتيدات الحلقية هي الأكثر إثارة للقلق بالنسبة للصحة البشرية. تسمم الميكروسيستين والنودولارين الكبد، ويمكن أن يؤدي التعرض لجرعات عالية إلى الوفاة. قد يؤدي التعرض لجرعات منخفضة في مياه الشرب على مدى فترة طويلة من الزمن إلى تعزيز الإصابة بأورام الكبد وغيرها.

ميكروسيستين-ال ار

### الميكروسيستين
كما هو الحال مع السيانوتوكسينات الأخرى، سُمي الميكروسيستين [الإنجليزية]على اسم الكائن الحي الأول الذي اُكتشف إنتاجه، وهو ميكروسيستيس أيروجينوزا. ومع ذلك، عُثر لاحقًا على أن أجناسًا أخرى من البكتيريا الزرقاء تنتجها أيضًا. هناك حوالي 60 نوعًا معروفًا من الميكروسيستين، ويمكن إنتاج العديد من هذه الأنواع خلال الإزهار. النوع الأكثر شيوعًا هو الميكروسيستين-ال ار، ربما لأن أقدم تحليل قياسي كيميائي متوفر تجاريًا كان للميكروسيستين-ال ار.
تعد الإزهارات المحتوية على الميكروسيستين مشكلة عالمية في النظم الإيكولوجية للمياه العذبة. الميكروسيستين هي ببتيدات حلقية ويمكن أن تكون سامة جدًا للنباتات والحيوانات بما في ذلك البشر. تتراكم بيولوجيًا في كبد الأسماك، وفي البنكرياس الكبدي [الإنجليزية] للبلح البحر، وفي العوالق الحيوانية. إنها سامة للكبد ويمكن أن تسبب أضرارًا جسيمة للكبد عند البشر. وبهذه الطريقة، فهي مشابهة للنودولارين (أدناه)، وتشكل معًا الميكروسيستين والنودولارين معظم الإزهارات السامة للبكتيريا الزرقاء في المياه العذبة والمالحة. في عام 2000، تعرض عدد من حيوانات القضاعة البحرية للتسمم بالميكروسيستين. كانت ذوات الصدفتين البحرية هي المصدر المحتمل للتسمم بالمحار السام للكبد. كان هذا أول مثال مؤكد على نفوق ثدييات بحرية بسبب ابتلاع السيانوتوكسين.

نودولارين-ار

### النودولارين
كان أول نوع من النودولارين [الإنجليزية] حُدد هو النودولارين-ار، الذي تنتجه البكتيريا الزرقاء نودولاريا سبوميجينا. تزهر هذه البكتيريا الزرقاء في المسطحات المائية في جميع أنحاء العالم. في بحر البلطيق، تعد إزهارات نودولاريا سبوميجينا البحرية من بين أكبر أحداث الكتلة الحيوية للبكتيريا الزرقاء في العالم. (تصب أجزاء من تسع دول صناعية في بحر البلطيق، الذي له تبادل قليل للمياه مع بحر الشمال والمحيط الأطلسي. وبالتالي فهو واحد من أكثر المسطحات المائية تلوثًا في العالم (غني بالمغذيات، من منظور البكتيريا الزرقاء).
على الصعيد العالمي، فإن السموم الأكثر شيوعًا الموجودة في إزهار البكتيريا الزرقاء في المياه العذبة والمالحة هي سموم الببتيد الحلقية من عائلة النودولارين. مثل عائلة الميكروسيستين (أعلاه)، فإن النودولارين هي سموم كبدية قوية ويمكن أن تسبب أضرارًا جسيمة للكبد. إنها تشكل مخاطر صحية على الحيوانات البرية والأليفة وكذلك البشر، وفي العديد من المناطق تشكل تحديات كبيرة لتوفير مياه الشرب الآمنة.

## الشبه قلويات
الشبه قلويات هي مجموعة من المركبات الكيميائية الطبيعية التي تحتوي في معظمها على ذرات نيتروجين قاعدية. تنتجها مجموعة متنوعة من الكائنات الحية، بما في ذلك البكتيريا الزرقاء، وهي جزء من مجموعة المنتجات الطبيعية، وتسمى أيضًا بالاستقلابات الثانوية. تؤثر الشبه قلويات على أنظمة استقلابية متنوعة في البشر والحيوانات الأخرى، وغالبًا ما يكون لها تأثيرات نفسية أو سامة. بشكل شبه موحد، طعمها مر.

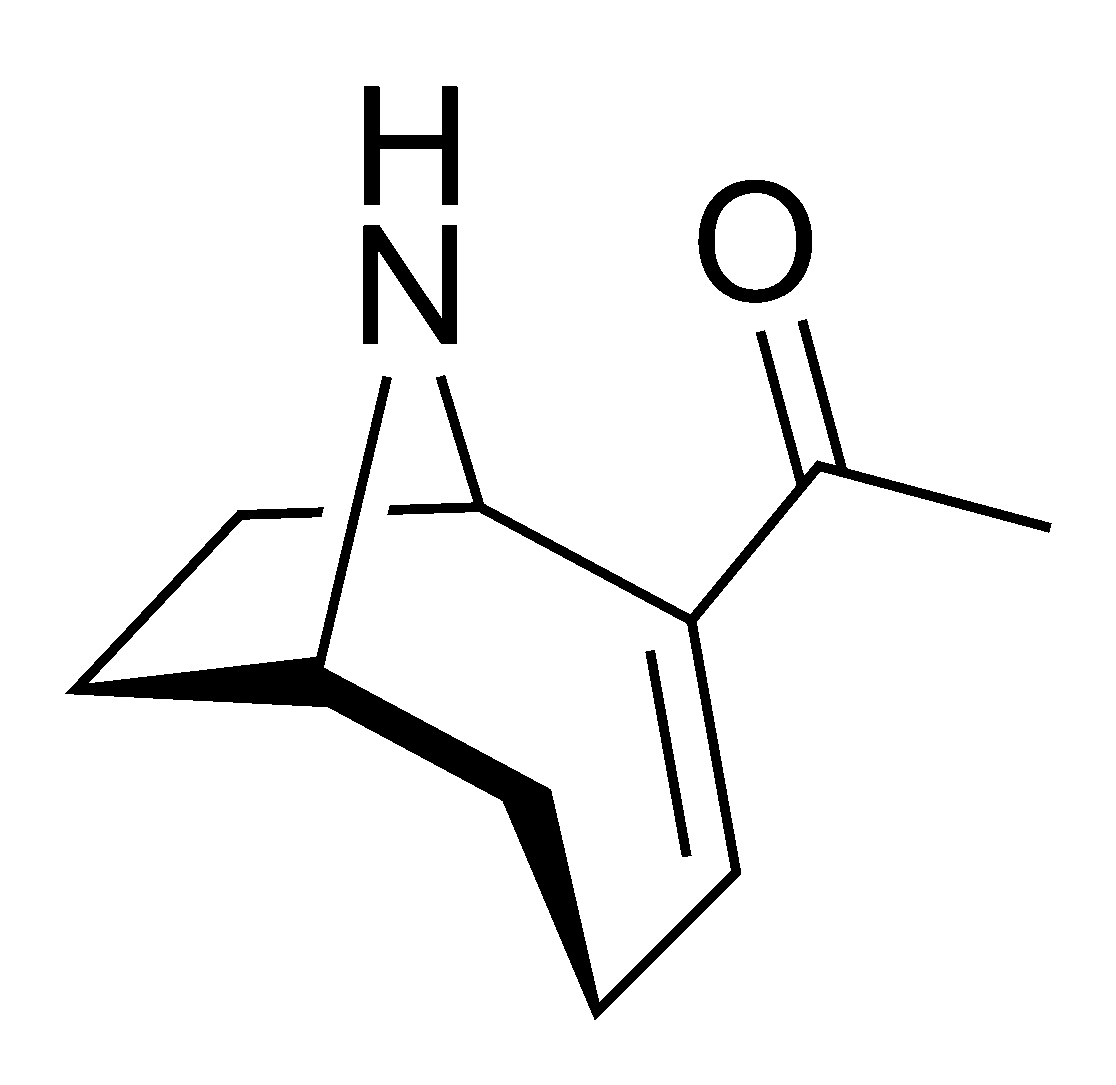
الأناتوكسين-أ

### الأناتوكسين-أ
بدأت التحقيقات في الأناتوكسين-أ [الإنجليزية]، المعروف أيضًا باسم "عامل الموت السريع جدًا"، في عام 1961 بعد وفاة الأبقار التي شربت من بحيرة تحتوي على ازدهار الطحالب في ساسكاتشوان، كندا. ينتج السم أربعة أجناس مختلفة على الأقل من البكتيريا الزرقاء وقد اُبلغ عنه في أمريكا الشمالية وأوروبا وأفريقيا وآسيا ونيوزيلندا.
تتطور الآثار السامة للأناتوكسين-أ بسرعة كبيرة لأنه يؤثر مباشرة على الخلايا العصبية (النيورونات) كسم عصبي. الأعراض التدريجية لتعرض الأناتوكسين-أ هي فقدان التنسيق، والارتجاف الحزمي، والتشنجات والموت السريع بسبب شلل الجهاز التنفسي. تحتوي أنسجة الأعصاب التي تتواصل مع العضلات على مستقبل يسمى مستقبل الأسيتيل كولين النيكوتيني. يؤدي تحفيز هذه المستقبلات إلى انقباض عضلي. جزيء الأناتوكسين-أ مشكل بحيث يتناسب مع هذا المستقبل، وبهذه الطريقة يقلد الناقل العصبي الطبيعي المستخدم عادة من قبل المستقبل، الأسيتيل كولين. بمجرد أن يحفز الانقباض، لا يسمح الأناتوكسين-أ للخلايا العصبية بالعودة إلى حالة الراحة، لأنه لا يُحلل بواسطة الكولين استراز الذي يؤدي هذه الوظيفة عادة. نتيجة لذلك، تنقبض خلايا العضلات بشكل دائم، ويتعطل التواصل بين الدماغ والعضلات ويتوقف التنفس.
سمي السم بعامل الموت السريع جدًا لأنه أثار تقلصات العضلات والشلل والموت في غضون دقائق قليلة عندما يُحقن في داخل صفاق جسم الفئران. في عام 1977، حُددت بنية VFDF على أنها قلويد أمين ثانوي ثنائي الحلقات، واُعيد تسميته الأناتوكسين-أ. هيكليًا، يشبه الكوكايين. لا يزال هناك اهتمام مستمر بالأناتوكسين-أ بسبب الأخطار التي يمثلها على مياه الترفيه والشرب، ولأنه جزيء مفيد بشكل خاص للتحقيق في مستقبلات الأسيتيل كولين في الجهاز العصبي. إن فتك السم يعني أنه يتمتع بإمكانات عسكرية عالية كسلاح سام.

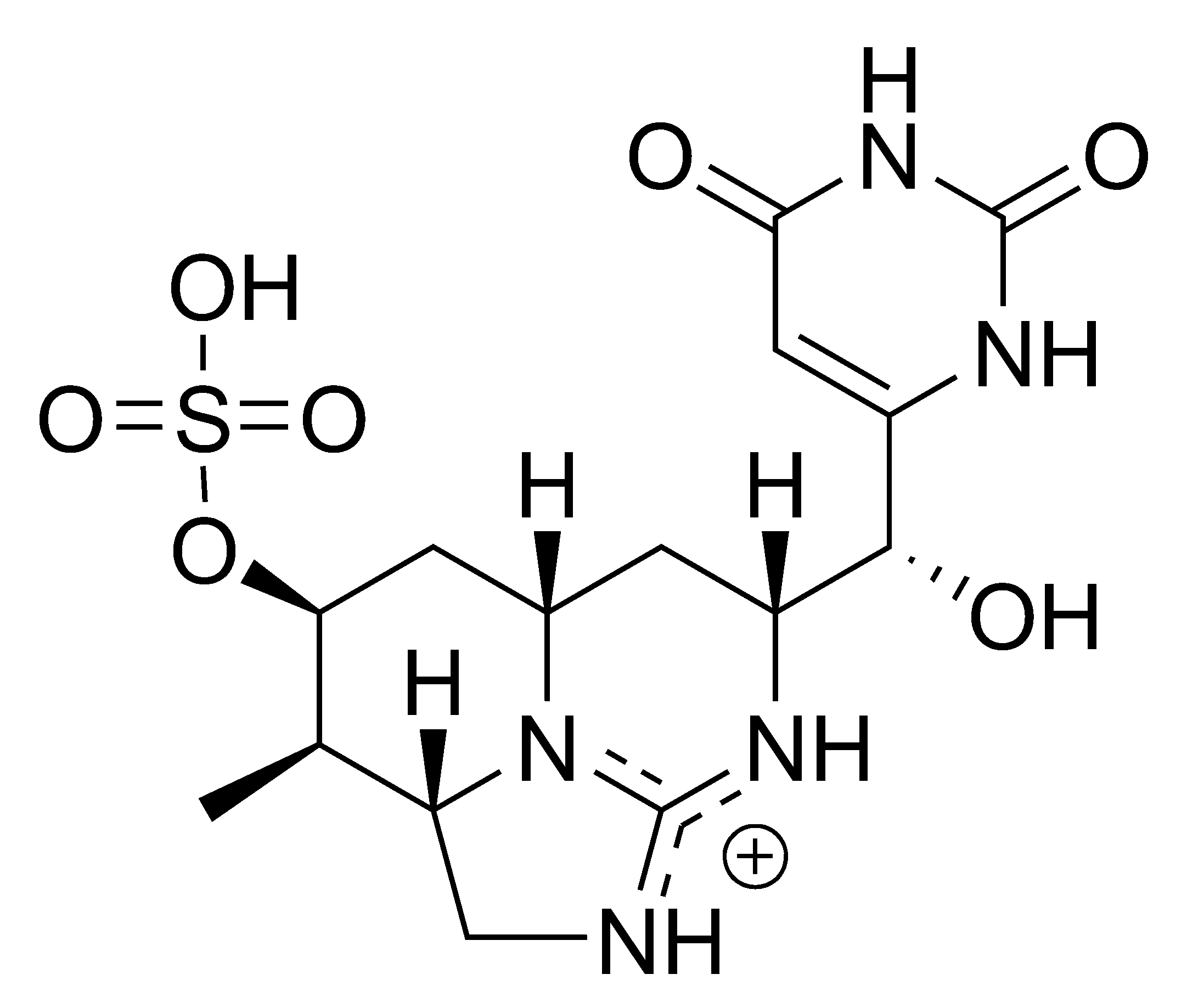
السيلندروسبيروبسين

### السيلندروسبيروبسين
السيلندروسبيروبسين [الإنجليزية] (يُختصر إلى CYN أو CYL) اُكتشف لأول مرة بعد تفشي مرض غامض في جزيرة النخلة في كوينزلاند. عُقب تفشي المرض إلى ازدهار سيلندروسبيرموبس راسيبورسكي في إمدادات مياه الشرب المحلية، وعُرف السم لاحقًا. أدى تحليل السم إلى اقتراح بنية كيميائية في عام 1992، والذي نُقحت بعد تحقيق التخليق الكيميائي في عام 2000. عُزل أو خُلقت العديد من المتغيرات من السيلندروسبيروبسين، السامة وغير السامة.
السيلندروسبيروبسين سام لأنسجة الكبد والكلى ويعتقد أنه يثبط تخليق البروتين ويعدل الحمض النووي الريبي منقوص الأكسجين (DNA) والحمض النووي الريبوزي (RNA) تساهميًا. هناك قلق بشأن الطريقة التي يتراكم بها السيلندروسبيروبسين في الكائنات الحية المائية العذبة. توجد أزهار سامة للأجناس التي تنتج السيلندروسبيروبسين بشكل شائع في المسطحات المائية في المناطق الاستوائية وشبه الاستوائية والجافة، وقد عُثر عليها مؤخرًا في أستراليا وأوروبا وفلسطين واليابان والولايات المتحدة الأمريكية.

الساكسيتوكسين

### الساكسيتوكسين
سم الساكسيتوكسين (STX) هو واحد من أقوى السموم العصبية الطبيعية المعروفة. يأتي مصطلح الساكسيتوكسين من الاسم العلمي لبلح البحر (ساكسيدوموس جيجانتوس) حيث عُرف لأول مرة. ينتج الساكسيتوكسين بواسطة البكتيريا الزرقاء من نوع الأنابينا، وبعض أنواع الأفانيزومينون، والسيلندروسبيروبسيس، واللينجبيا، والبلاكتوثريكس، وغيرها. كما ينتج سم الساكسيتوكسين سمك الينفوخية وبعض أنواع السوطيات الدوارة. يتراكم الساكسيتوكسين بيولوجيًا في المحار وبعض أنواع الأسماك. يمكن أن يؤدي تناول الساكسيتوكسين، عادةً من خلال تناول المحار الملوث بالطحالب السامة، إلى التسمم بالمحار الشللي.
اُستخدم الساكسيتوكسين في علم الأحياء الجزيئي لتحديد وظيفة قناة الصوديوم. إنه يعمل على قنوات الصوديوم المعتمدة على الجهد الكهربائي في الخلايا العصبية، مما يمنع الوظيفة الخلوية الطبيعية ويؤدي إلى الشلل. يؤدي حظر قنوات الصوديوم العصبية، الذي يحدث في التسمم بالمحار الشللي، إلى شلل رخو يترك الضحية هادئًا وواعيًا طوال تطور الأعراض. غالبًا ما يحدث الموت بسبب الفشل التنفسي. عُزل الساكسيتوكسين ووصفه في الأصل من قبل الجيش الأمريكي، الذي أطلق عليه تسمية السلاح الكيميائي "TZ". اُدرج الساكسيتوكسين في الجدول الأول من معاهدة حظر الأسلحة الكيميائية. وفقًا لكتاب التجسس، زُود طياري طائرات التجسس يو-2 بإبر تحتوي على الساكسيتوكسين لاستخدامها في الانتحار في حالة استحالة الهروب.

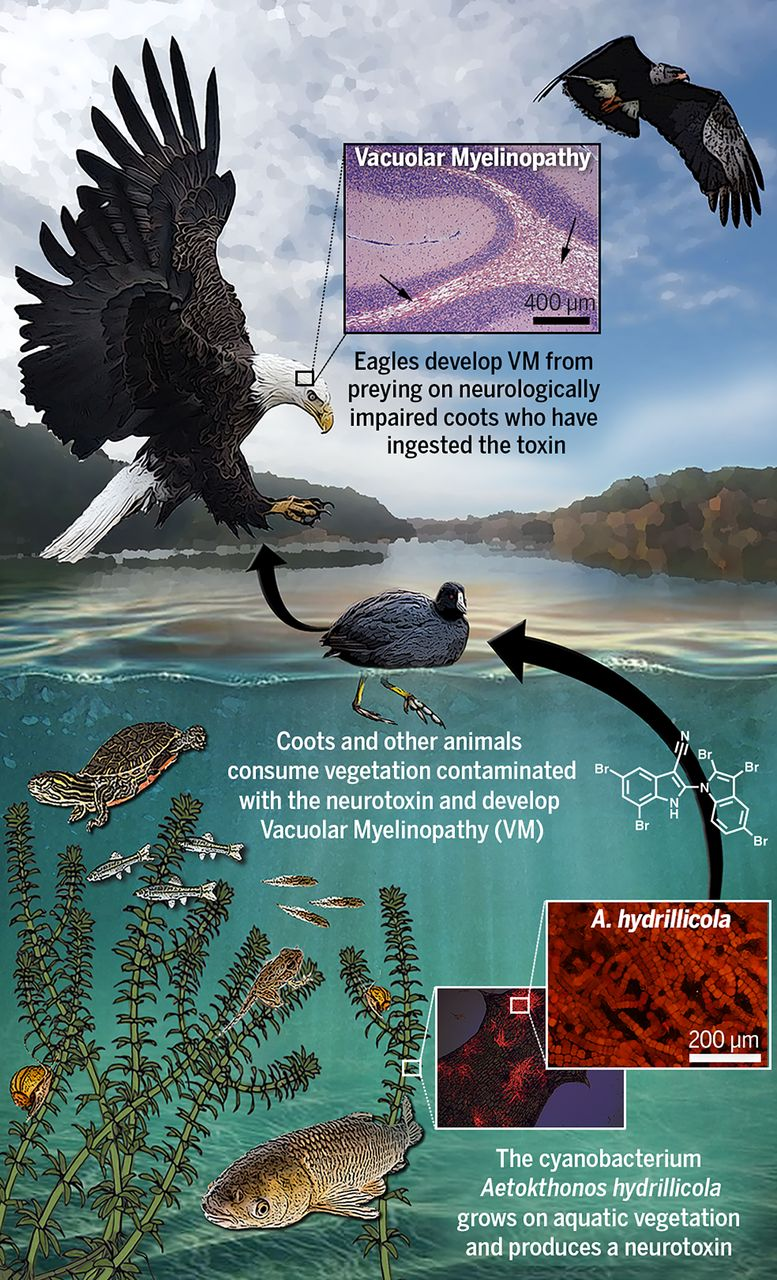
انتقال العدوى من البكتيريا الزرقاء إلى العقاب الرخماء

### إيتوكثونوتوكسين
اكتشف السم العصبي البكتيري "إيتوكثونوتوكسين" (AETX) في عام 2021 على أنه السبب وراء مرض "الاعتلال المياليني الفجوي" (VM). وبما أن تكوين هذا السم يعتمد على توافر البروميد في الأنظمة المائية العذبة ويتطلب تفاعلًا بين البكتيريا الزرقاء المنتجة للسم "إيتوكثونوس هيدريللا" والنبات المضيف الذي تنمو عليه ظاهريًا (وأهمها نبات "الهدرلة")، فقد استغرق الأمر أكثر من 25 عامًا لاكتشاف إيتوكثونوتوكسين كسم مسبب لمرض اعتلال الميالين الفجوي بعد تشخيص المرض لأول مرة في العقاب الرخماء عام 1994. ينتقل السم عبر السلسلة الغذائية: فهو يؤثر على الأسماك والطيور المائية مثل الغرة أو البط التي تتغذى على نبات الهدرلة المستعمر بالبكتيريا الزرقاء. وينتقل إيتوكثونوتوكسين إلى الطيور الجارحة، مثل العقاب الرخماء، التي تفترس هذه الحيوانات المصابة.

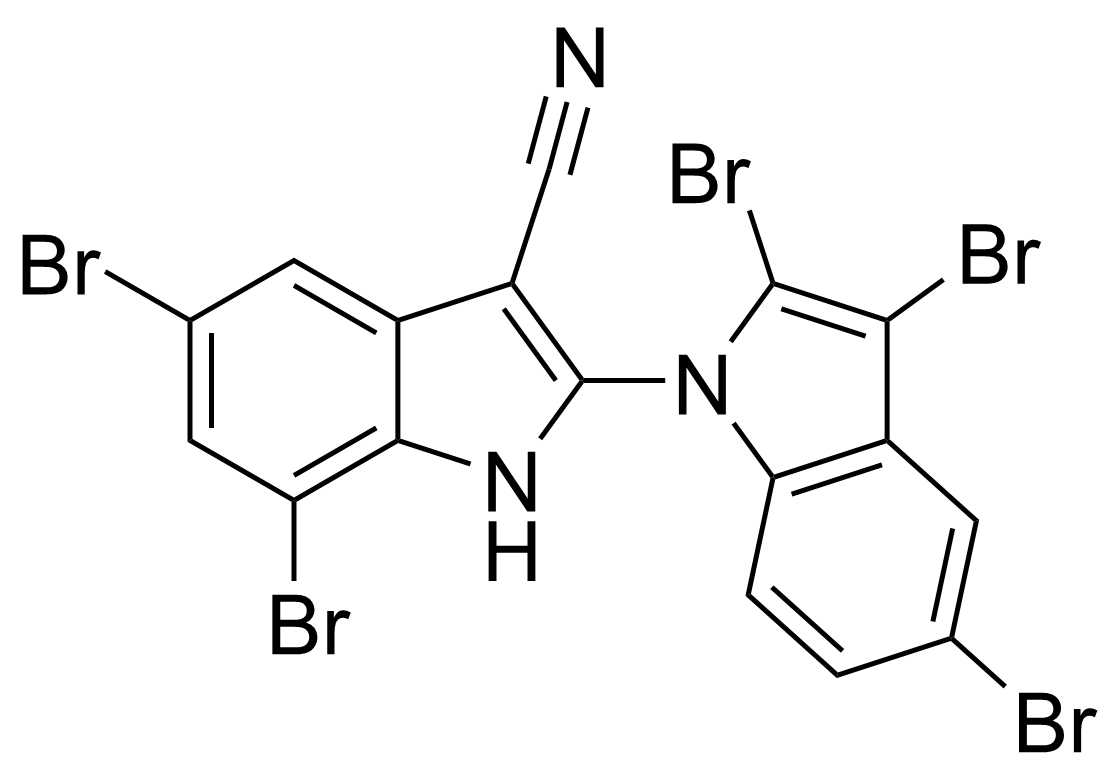
إيتوكثونوتوكسين

يتسم مرض اعتلال الميالين الفجوي بتكوين فجوات واسعة النطاق في المحاور العصبية الميالينية (وذمة داخل الميلين) في المادة البيضاء في الدماغ والحبل الشوكي. وتشمل العلامات السريرية للتسمم فقدانًا شديدًا للوظائف الحركية والبصر. وتصطدم الطيور المصابة بالأجسام وتفتقر إلى التنسيق في السباحة والطيران والمشي، وتصاب برعاش في الرأس وتفقد استجابتها. وبما أنه ثبت أن السم يتراكم بيولوجيًا، فهناك قلق من أنه قد يشكل أيضًا تهديدًا لصحة الإنسان. ومع ذلك، لم تُؤكد سمية السم للثدييات تجريبياً بعد.

## عديد السكاريد الشحمي
عديد السكاريد الشحمي موجودة في جميع أنواع البكتيريا الزرقاء. وعلى الرغم من أنها ليست قوية مثل السيانوتوكسينات الأخرى، إلا أن بعض الباحثين ادعوا أن جميع عديد السكاريد الشحمي في البكتيريا الزرقاء يمكن أن تسبب تهيجًا للجلد، في حين يشك باحثون آخرون في أن الآثار السامة تكون عامة بهذا الشكل.

## الأحماض الأمينية

### بيتا-ميثيل أمينو-L-ألانين (BMAA)
حمض أميني غير بروتيني بيتا-ميثيل أمينو-L-ألانين (BMAA) ينتجه بشكل منتشر البكتيريا الزرقاء في البيئات البحرية، العذبة، المسوسة، والأرضية. الآليات الدقيقة لسمية BMAA على خلايا العصبونات قيد التحقيق. تشير الأبحاث إلى وجود آليات سمية حادة ومزمنة. يجري التحقيق في BMAA كعامل خطر بيئي محتمل للأمراض العصبية التنكسية، بما في ذلك التصلب الجانبي الضموري، ومرض باركنسون، ومرض الزهايمر.

## معرض الصور
السيانوتوكسينات الأخرى:

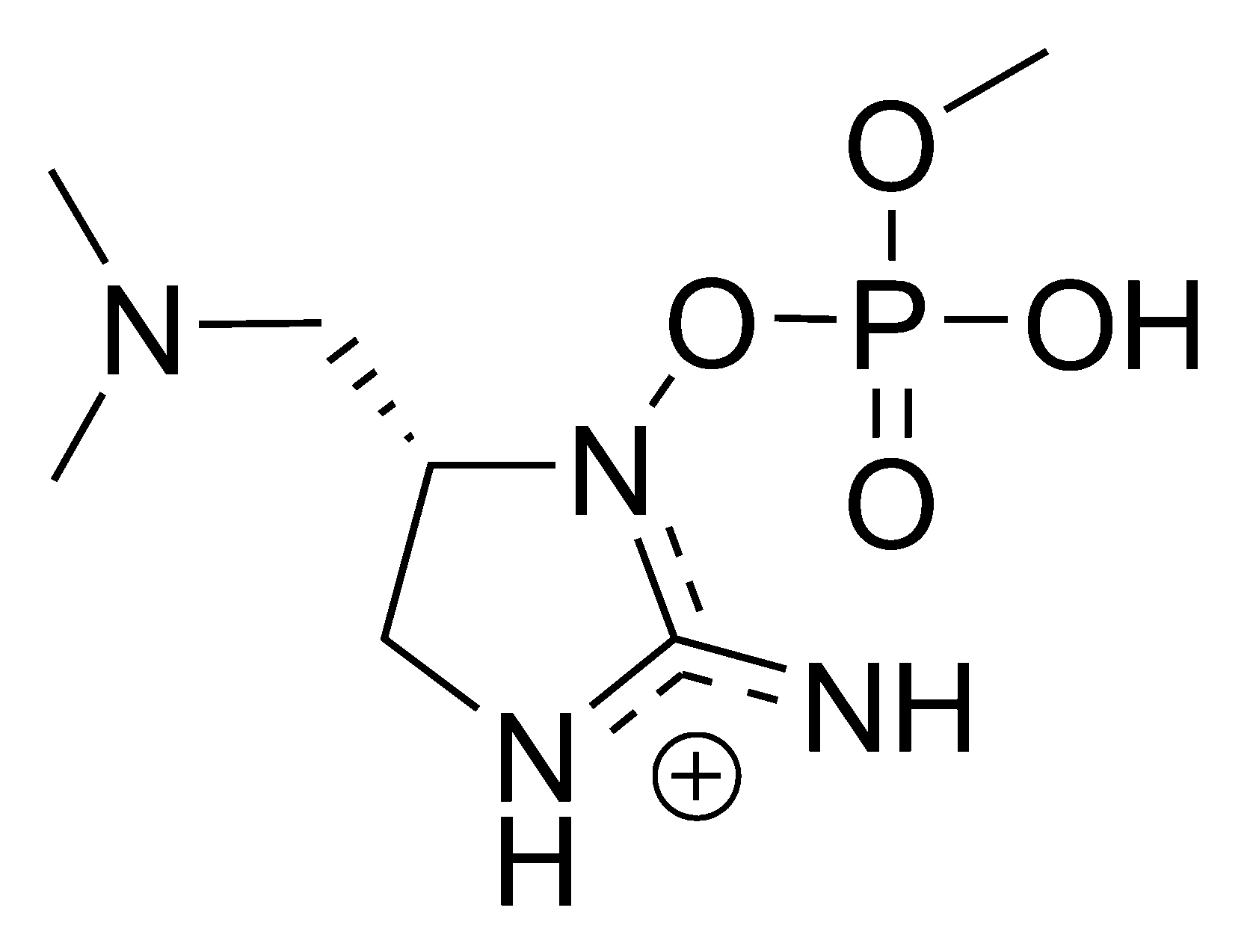
غوانيتوكسين
أبليسياتوكسين

## روابط خارجية
- السيانوسيت - خادم ويب لأبحاث البكتيريا الزرقاء، جامعة بيردو.
- مخاطر الطحالب السامة - البيئة كانتربيري - نيوزيلندا.